# Behind Enemy Lines (película de 2001)
Behind Enemy Lines es una película estadounidense de guerra, protagonizada por Owen Wilson y Gene Hackman y dirigida por John Moore. La historia gira alrededor de una matanza de la guerra de Bosnia entre 1992 y 1995, descubierta por un aviador naval estadounidense.

## Argumento
Durante una misión de reconocimiento sobre Bosnia, en las etapas finales del conflicto en 1995, el teniente/navegante Chris Burnett de apodo militar "Longhorn" (Owen Wilson) y el teniente/piloto Jeremy Stackhouse de apodo militar "Smoke" (Gabriel Macht), observan actividad sospechosa y Burnett convence a Stackhouse a dirigir su Boeing F/A-18 Super Hornet fuera de curso para obtener un vistazo y fotografiar el área. Sin embargo, ellos no saben que lo que fotografiaron son fosas comunes pero los soldados serbios ubican el avión de combate. El comandante del Ejército Serbio, general Miroslav Lokar (Olek Krupa), está llevando a cabo una campaña secreta de genocidio contra la población bosnia local y tratará de evitar que las fosas comunes sean descubiertas, por lo que ordena que el avión de caza sea derribado inmediatamente.
A pesar de intentar esquivar los misiles tierra-aire disparados contra ellos, el F-18 es golpeado y ambos hombres se ven obligados a eyectarse. Poco después de tocar tierra, una patrulla serbia encuentra Stackhouse quien está herido y le interrogan. Stackhouse es entonces ejecutado por Saša (Vladimir Mashkov), un francotirador y mano derecha del general Lokar. Burnett, quien estaba observando desde una colina cercana el interrogatorio de los serbios a Stackhouse, grita inconscientemente cuando ve el disparo a Stackhouse, revelando así a los serbios su ubicación. Stackhouse había convencido a los serbios que él era el único tripulante del caza, por lo que ahora también quieren a Burnett muerto; las órdenes del general Lokar, tanto su lugarteniente, el coronel Viktor Bazda (Marko Igonda) como a Saša es encontrarlo y ejecutralo. El contraalmirante Leslie Reigart (Gene Hackman), logra comunicarse desde el portaaviones con Burnett y le ordena ir a un lugar determinado con el fin de rescatarlo. Sin embargo, el Almirante de la OTAN, Juan Miguel Piquet (Joaquim de Almeida), advierte a Reigart de las consecuencias políticas del rescate de Burnett en la zona de exclusión, Reigart informa al navegante que debe trasladarse a un lugar más seguro, a unos kilómetros fuera de la zona de exclusión para ser rescatado.
Inmediatamente después de ser informado, Burnett ve una patrulla de búsqueda serbia encabezada por el coronel Bazda. Burnett escapa y cae en una de las fosas que él y Stackhouse habían fotografiado y se esconde bajo unos cadáveres. Cuando los serbios están a la vista, no ubican a Burnett, este sigue vivo fingiendo ser uno más de los muertos. En su camino hacia el nuevo punto de extracción, Burnett tiene un encuentro cercano con Saša, pero antes se encuentra con una guerrilla musulmana que se transportan a bordo de una camioneta y logra que lo lleven. La guerrilla informa a Burnett que se dirigen a Hač, que se encuentra dentro de una zona segura, pero resulta ser una zona de guerra. Durante la batalla, las tropas serbias creen que han encontrado el cuerpo de Burnett, pero el navegante cambió su uniforme con uno de un soldado serbio fallecido y escapa de Hač.
Aunque Saša y Lokar  saben que el navegante sigue vivo, muestran a los medios de comunicación el cadáver con el uniforme de vuelo de Burnett diciendo que el teniente americano está muerto. Su ardid funciona y una misión para rescatar a Burnett es abortada. Burnett, decepcionado recuerda la estatua del ángel en lo alto de una montaña que vio durante su descenso en paracaídas y se dirige allí en busca de su asiento eyectable para activar la señal de rastreo con el fin de indicar a los suyos que todavía está vivo, pero sobre todo quiere obtener las fotografías que se encuentran en un disco duro conectado al asiento y demostrar los crímenes de guerra de Lokar. Burnett encuentra su asiento y activa la radiobaliza de emergencia para un posible rescate, pero con eso también alerta a los serbios su ubicación.
A pesar de saber que el navegante reveló a los serbios su posición, el contraalmirante Reigart prepara una misión no autorizada con voluntarios para rescatar a Burnett. Mientras tanto, al coronel Bazda y a Saša se les ordena encontrar y matar Burnett, pero Bazda pisa una mina terrestre en el camino y pide a Saša que lo ayude pero este lo deja a su suerte dándolo por muerto. Después Saša llega hasta el asiento de eyección y Burnett salta de un montón de nieve detrás de Saša y los dos hombres se involucran en el combate cuerpo a cuerpo hasta que Burnett clava a Saša una bengala en el pecho, matándolo. Inmediatamente después de la muerte de Saša, el general Lokar llega con vehículos blindados y la infantería serbia abre fuego contra Burnett mientras él corre hacia la estatua del ángel. Dirigidos por el contraalmirante Reigart, tres helicópteros ‘’Huey’’ estadounidenses del Cuerpo de Marines por fin llegan y abren fuego contra los efectivos serbios. Después de recuperar la unidad de disco duro que contiene la evidencia de las fosas comunes, Burnett escapa con éxito con el grupo de rescate y se retiran a salvo rumbo al portaaviones bajo nutrido fuego enemigo.
Por los crímenes de guerra, el general Lokar eventualmente es llevado a juicio ante el Tribunal Penal Internacional para la ex Yugoslavia, mientras que las acciones del contraalmirante Reigart dan lugar a que sea relevado de su mando. El teniente Burnett continúa con su carrera en la Marina de los Estados Unidos.

## Reparto
- Owen Wilson: Teniente/navegante Chris Burnett,Longhorn, USN.
- Gene Hackman: Contraalmirante Leslie McMahon Reigart, USN.
- Joaquim de Almeida: Almirante Juan Miguel Piquet.
- David Keith: Jefe maestro Tom O'Malley, USN.
- Olek Krupa: General serbio Miroslav Lokar.
- Vladimir Mashkov: Soldado serbio Saša.
- Gabriel Macht: Teniente/piloto Jeremy Stackhouse, Smoke, USN.
- Charles Malik Whitfield: Capitán Rodway, USMC.
- Marko Igonda: Coronel serbio Viktor Bazda.
- Eyal Podell: Suboficial Kennedy, USN.
- Geoffrey Pierson: Almirante Donnelly.
- Aernout Van Lynden: El mismo.

## Producción
Ninguno de los actores que interpretaron a los serbios eran en realidad de Serbia, los productores dijeron que contrataron croatas ya que no se encontraron actores serbios que estuvieran dispuestos a trabajar en la película debido al sentimiento antiserbio que se muestra en la cinta. Vladimir Mashkov, el actor que interpretó el francotirador serbio Saša es ruso. Olek Krupa, el actor que interpretó el general serbio, Miroslav Lokar, es polaco. Algunos eslovacos también participaron en el filme, como Marko Igonda, quien interpreta al coronel Bazda y Kollarik Kamil, quien interpreta al joven guerrillero que ayuda Burnett en Hač.
El USS Carl Vinson (CVN-70) fue el portaviones filmado en los exteriores. En los interiores se utilizó al USS Constellation (CV-64).

## Inspiración histórica
La película tiene cierta semejanza con las experiencias del capitán de la Fuerza Aérea de los Estados Unidos Scott O'Grady, quien fue derribado en Bosnia el 2 de junio de 1995. O'Grady se las arregló para sobrevivir durante seis días antes de ser rescatado. Según los informes, el capitán presentó una demanda contra los productores de la película por difamación de personaje, así como hacer una película sobre su terrible experiencia sin su permiso. Sin embargo, los personajes de la película y los eventos son casi totalmente ficticios. O'Grady nunca entró en zonas pobladas, ni tampoco interactuó con civiles. Además él nunca voló un F/A-18F, esta versión del Hornet no estaba en servicio en 1995, durante su odisea O'Grady volaba un F-16 Fighting Falcon.